# Vienna Cricket and Football-Club
Vienna Cricket and Football-Club is een Oostenrijkse sportclub uit de hoofdstad Wenen. Tegenwoordig is de club hoofdzakelijk actief in atletiek en tennis maar in het verleden was de club vooral bekend om de voetbalafdeling.

## Geschiedenis
In 1892 richtten Engelsmannen die in Wenen woonden de Vienna Cricket Club Wien op. De enige sport die bedreven werd was vanzelfsprekend cricket. In 1882 werd er al een Vienna Cricket Club opgericht, tot op heden is het echter niet bekend of er een verband bestond tussen beide clubs. Nadat voor de Engelsen duidelijk werd dat het cricketspel niet erg populair was en weinig toeschouwers trok werd er ook een voetbalafdeling opgericht, dit spel werd immers steeds populairder. De clubnaam werd dan gewijzigd in First Vienna Cricket and Football-Club. Tot dan toe was de club niet officieel geregistreerd en deed dit in 1894.

### Strijd om de naam First
Nadat de club de naam veranderde protesteerde First Vienna Football Club die op 22 augustus 1894 ingeschreven werden dat Cricketer de naam First moest laten vallen. First Vienna en Vienna Cricket dienden vrijwel gelijktijdig hun registratie in maar die van First Vienna werd één dag eerder behandeld, daardoor werd Vienna Cricket, de oudste club van het land geregistreerd als 2de oudste club door eigen nalatigheid, wat de Engelsen zwaar viel. Ze spraken van een schandaal en corruptie en er ontstond een zware rivaliteit tussen beide clubs die later enkel nog tussen Austria en Rapid Wien zou bestaan.

### De eerste derby's
Op 15 november 1894 werd voor 300 toeschouwers de eerste officiële voetbalwedstrijd in Wenen gespeeld op de Kuglerwiese in Döbling. Cricketer, waarvan het team voornamelijk uit Engelsmannen en Ieren bestond won de wedstrijd met 4-0. Na de verloren strijd om de naam First was dit een hele opsteker voor de club. Deze wedstrijd wordt als de geboorte van het Oostenrijks voetbal gezien, alhoewel reeds op 18 maart van dat jaar er een wedstrijd was in Graz.
De terugwedstrijd vond plaats op 29 november op de Jesuitenwiese in het Prater, Cricketer won opnieuw met 4-0. First Vienna moest op de 3de derby wachten voor een eerste overwinning , op 14 april 1895 won Vienna met de intussen standaardscore 4-0.

### Successen van 1897-1904
In 1897 richtte Cricketer-lid John Gramlick de Challenge Cup in, een bekertoernooi open voor alle clubs van het keizerrijk Oostenrijk-Hongarije, de meeste clubs kwamen uit Wenen, Boedapest en Praag. Cricketer haalde de finale en won die met 7-0 van Wiener FC 1898.
In 1898 was Cricketer de trotse winnaar van het Keizer-Frans-Jozef-Jubileum-Toernooi 1898 dat plaatsvond naar aanleiding dat keizer Frans Jozef I 50 jaar op de troon zat. Er namen 12 clubs deel en Cricketer won het toernooi voor rivaal First Vienna.
Twee jaar later haalde de club opnieuw de finale van de Challenge Cup maar verloor dit keer met 0-2 van eeuwige concurrent First Vienna. In 1902 werd opnieuw de finale gehaald, dit keer won Cricketer met 2-1 van Boedapest Torna Club. Twee jaar later kwam het laatste grote succes van de club met de finale tegen Wiener AC die helaas met 7-0 verloren werd.
Eerder, in 1901 nam de club deel aan de eerste editie van de Tagblatt-Pokal, een kampioenschap met 4 clubs die elkaar 4 keer bekampten. Cricketer werd vicekampioen achter Wiener AC, maar voor First Vienna!

### Twisten met de bond
Hoewel Cricketer 2de werd in de eerste Tagblatt-Pokal trok de club zich terug voor het 2de seizoen wegens onenigheden met de Österreichische Fußball-Union (ÖFU) die de competitie organiseerde. Een jaar later keerde de club terug maar mocht niet meer deelnemen aan het lopende seizoen maar wel aan het seizoen 1902/03. Op 17 april 1903 trok de club zich echter weer terug. Nadat de spanningen met de bond zich ophoopten verlieten zowel Cricketer als Vienna de bond en richtten de Österreichischen Fußball-Verband (ÖFV) op, de voorloper van de huidige Oostenrijkse voetbalbond. Nadat de ÖFU en Tagblatt-Pokal opgeheven werden richtte de ÖFV een eigen competitie in. Dit was echter zonder de goedkeuring van de grote clubs en nadat Cricketer, Vienna en WAC ook hier uitstapten was ook deze bond gedoemd en hield op te bestaan in december 1906.
De bonden ÖFU en ÖFV werden door grote clubs opgericht en andere grote clubs verzetten zich hier tegen wat nefast was voor het voetbal want het duurde tot 1911 voor het allereerste officiële gestructureerde Oostenrijkse voetbalkampioenschap werd gespeeld.

### Splitsing en oprichting Wiener Amateure
In 1911 volgden ook onenigheden tussen het bestuur en leden van de club die niet op te lossen waren, enkele bestuursleden en nagenoeg het hele elftal verlieten de club en richtten een nieuwe club. Op 29 oktober 1911 werd Wiener Cricketer in het register ingeschreven maar er werd geprotesteerd omdat de naam te veel leek op die van Vienna Cricket en Football-Club. In december volgde dan de naamsverandering in Wiener Amateur SV, het latere Austria Wien dat de 2de succesvolste club van het land zou worden. Doordat de Amateure over een groot deel van de oude club beschikten mochten beide teams deelnemen aan het eerste voetbalkampioenschap.
Cricketer wordt vaak als voorganger van het huidige Austria gezien maar dit klopt niet aangezien beide clubs gelijktijdig bestonden tot 1936, maar gezien de vele oprichtingsleden van Amateure die daarvoor tot Cricketer behoorden mag Cricketer als morele voorganger gezien worden van de succesrijke club Austria.

### Fusie met Viktoria Wien
Het noodlijdende AC Viktoria Wien fusioneerde op 24 september met de club na 4 wedstrijden in de competitie, de reeds gespeelde wedstrijden werden geannuleerd. De aderlating van Amateure Wien betekende een dramatisch seizoen met slechts 2 gelijke spellen en geen overwinning. De bundeling van de krachten was een maat voor niets.

### Tweede en derde klasse
Tot 1916 speelde Cricket in de 2de klasse en degradeerde dan verder naar de 3de klasse en keerde terug in 1919. Nadat in 1924 in de 2de klasse het professionalisme werd ingevoerd trok de club zich vrijwillig terug en speelde daarna in de 3de klasse verder. In 1931 fuseerde Cricket met Sportclub Frem dat sinds 1928 in de 2de klasse speelde. De volgende 2 seizoenen speelde de club als SC Cricket-Frem in de 2de klasse verder en werd 7de en 11de. In 1933 werd de fusie ongedaan gemaakt en nam Cricket de licentie van Frem over. Tot 1936 kon de club standhouden in de 2de klasse en degradeerde dan. De voetbalafdeling van de sportclub werd gesloten en hiermee werd een belangrijk hoofdstuk in de Oostenrijkse voetbalgeschiedenis afgesloten.

## Erelijst
- Challenge Cup
  - Winnaar: 1898, 1902
  - Finalist: 1900, 1904
- Keizer-Frans-Jozef-Jubileum-Toernooi 1898